# 戦闘警察
戦闘警察巡警（せんとうけいさつじゅんけい）とは、韓国の警察において、主に朝鮮民主主義人民共和国（北朝鮮）からの潜入工作員の摘発、彼らによって引き起こされるテロ事案に対処するために存在していた武装警察部隊。また同時に、地方警察庁に配備されている機動隊員としてデモ整理や暴動鎮圧等の警備任務も行う。略称は戦警（せんけい）。

## 概要

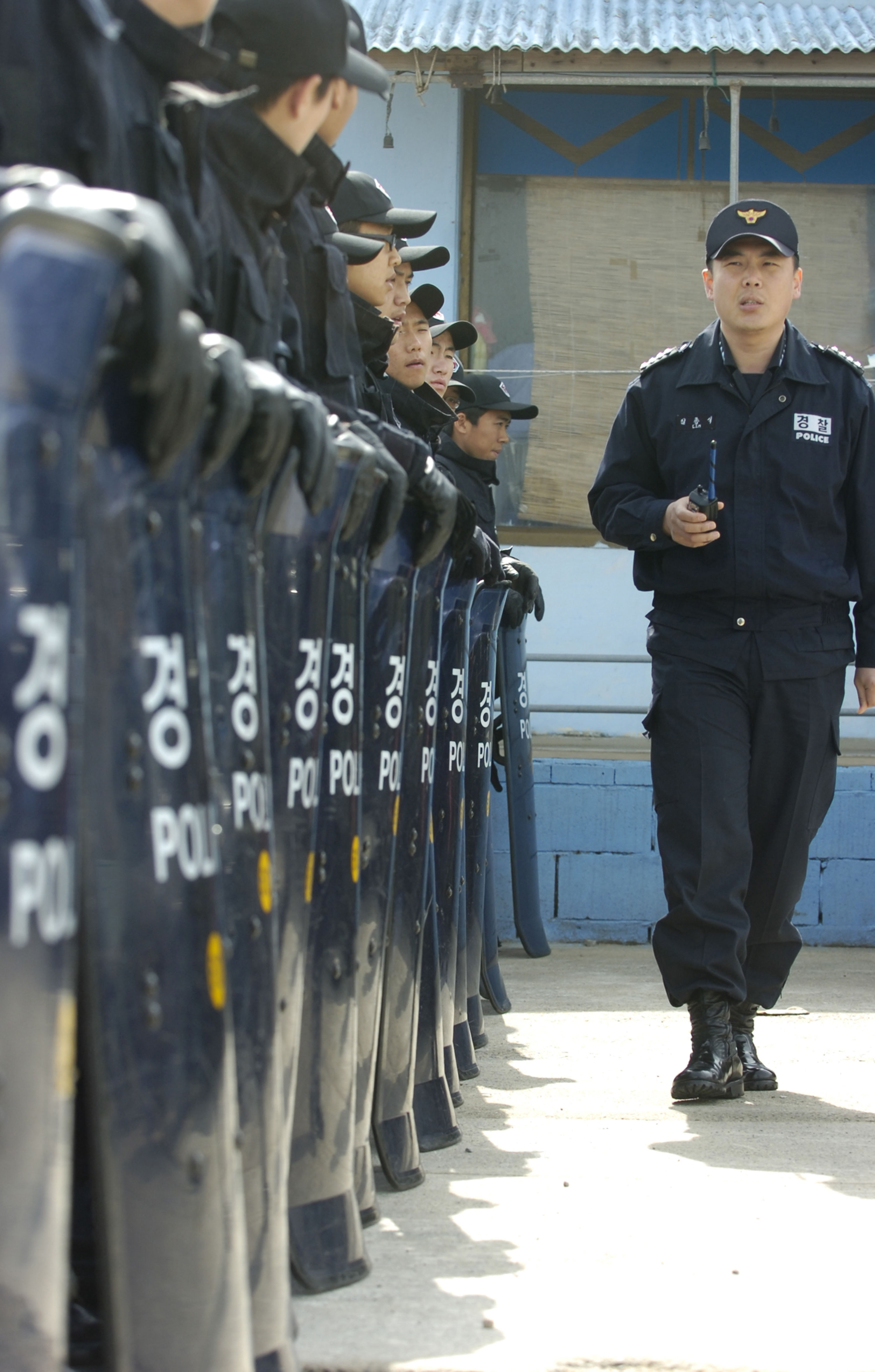
米韓軍事演習に反対するデモに備える戦闘警察（義務戦闘警察）

戦闘警察は、1968年に起きた青瓦台襲撃未遂事件を契機として1971年に発足した。本業に当たる北朝鮮工作員の摘発を行う武装部隊作戦戦闘警察と、デモ鎮圧のための部隊である義務戦闘警察に分かれていた。任務に就いた隊員は32万9266人、任務中に殉職した隊員の数は322人。国防部と警察は兵役に就く者が減少した現状を背景に2012年1月から軍の入隊者から戦闘警察への身分換えをしなかった為、2013年9月に最後の隊員183人の身分が軍人に戻り戦闘警察の制度は終了した。今後戦闘警察の役割は当初から警察に志願して21カ月間勤務する義務警察巡査と警察が担当する。
かつて軍事独裁政権時代は民主化運動の弾圧を目的とした「白骨団」と俗称される部隊が編成され、過度な暴力を用いた実力行使を行いデモ隊と衝突した。激しい弾圧の過程でデモに参加していた一般人を殺害することも少なくなかった。隊員の装備は盾と警棒という軽装であった。

### 作戦戦闘警察
作戦戦闘警察は、一旦韓国陸軍に徴兵された兵士の中から選抜され、軍の施設で訓練を受けた後、警察官としての身分が付与された者による部隊である。そのため職業警察官による部隊ではない。階級も、一般の警察の階級とは異なり、軍隊の階級に準じている。上警、一警、二警など末尾に"警"が付く。ただ、法律の上には 階級が 巡警(巡査)であるが、これは イギリスの特別巡査(Special Constable)に由来する。
準軍事作戦を担う武装部隊であり、日本の銃器対策部隊にあたる（ただし、人数は韓国の戦闘警察隊のほうがずっと多い）。特殊急襲部隊 (SAT) のような特殊作戦を担う部隊ではない。韓国の警察には、戦闘警察とは別に特攻隊という特殊部隊が地方警察庁に編成されている。

### 義務戦闘警察
義務戦闘警察は、自ら志願し、兵役の代替として勤務する。韓国で、機動隊が軍からの出向になっている理由は、韓国警察においては「摘発」よりも「鎮圧」に重きを置かれていること、"鎮圧"のためには頭数が必要で、徴兵により軍に潤沢にいる青年を確保したいという思惑があるといわれる。
デモ隊に加わり戦闘警察に火炎瓶を投げていた学生が義務警察に志願し、暴動鎮圧に出動したら同じくデモに参加していた友人と遭遇したという話もある。
左派の盧武鉉政権下では、過去に死者を出した経緯もあり、非殺傷性装備であるにもかかわらず催涙弾などの使用が禁止又は制限されてしまったため、警棒等を使用した近接検挙に頼らざるを得なくなり、デモ隊との間でしばしば乱闘に発展し、双方に多くの負傷者を生じる結果となった。